# Гетто в Ковчицах-2
Гетто в Ко́вчицах-2 (август 1941 — 21 января 1942) — еврейское гетто, место принудительного переселения евреев деревни Ковчицы-2 Светлогорского района Гомельской области и близлежащих населённых пунктов в процессе преследования и уничтожения евреев во время оккупации территории Беларуси войсками нацистской Германии в период Второй мировой войны.

## Оккупация Ковчиц-2 и создание гетто
Деревня Ковчицы-2 была захвачена немецкими войсками в июле 1941 года, окончательно освобождена 25 июня 1944 года.
Реализуя нацистскую программу уничтожения евреев, немцы создавали гетто почти во всех городах и населённых пунктах Беларуси, где проживало еврейское население. Так и в Ковчицах-2 оккупанты организовали гетто, которое занимало несколько домов на центральной улице (сейчас это улица Колпаковой) в районе нынешнего дома № 33.

## Уничтожение гетто
21 января 1942 года (19 января, в марте, в марте 1942 года) на рассвете карательный отряд оцепил деревню. Всех ещё живых евреев, не дав даже одеться, выгнали из домов, согнали во двор леспромхоза, после чего отвели в лес на южной окраине деревни по проселочной дороге в направлении к деревне Круки и расстреляли. Всего в этой «акции» (таким эвфемизмом нацисты называли организованные ими массовые убийства) были убиты 182 (183, 318) человека — в основном, старики, женщины и дети.

## Случаи спасения и «Праведники народов мира»
В Ковчицах-2 три человека были удостоены почетного звания «Праведник народов мира» от израильского мемориального института «Яд Вашем» «в знак глубочайшей признательности за помощь, оказанную еврейскому народу в годы Второй мировой войны». Это Гайшун Никифор и Арина с Давыдович (Гайшун) Александрой — за спасение Кавалерчик Семена.

## Память
После войны останки убитых евреев деревни перезахоронили на еврейском кладбище Бобруйска и поставили там памятник. В начале 1960-х годов на месте расстрела евреи, выходцы из местечка, установили памятный камень с табличкой. Табличку в 1980-х годах разбили вандалы, и в 1990-х была установлена новая.
Имеются неполные списки жертв геноцида евреев в Ковчицах-2.